# St. Antonius (Düsseldorf-Friedrichstadt)

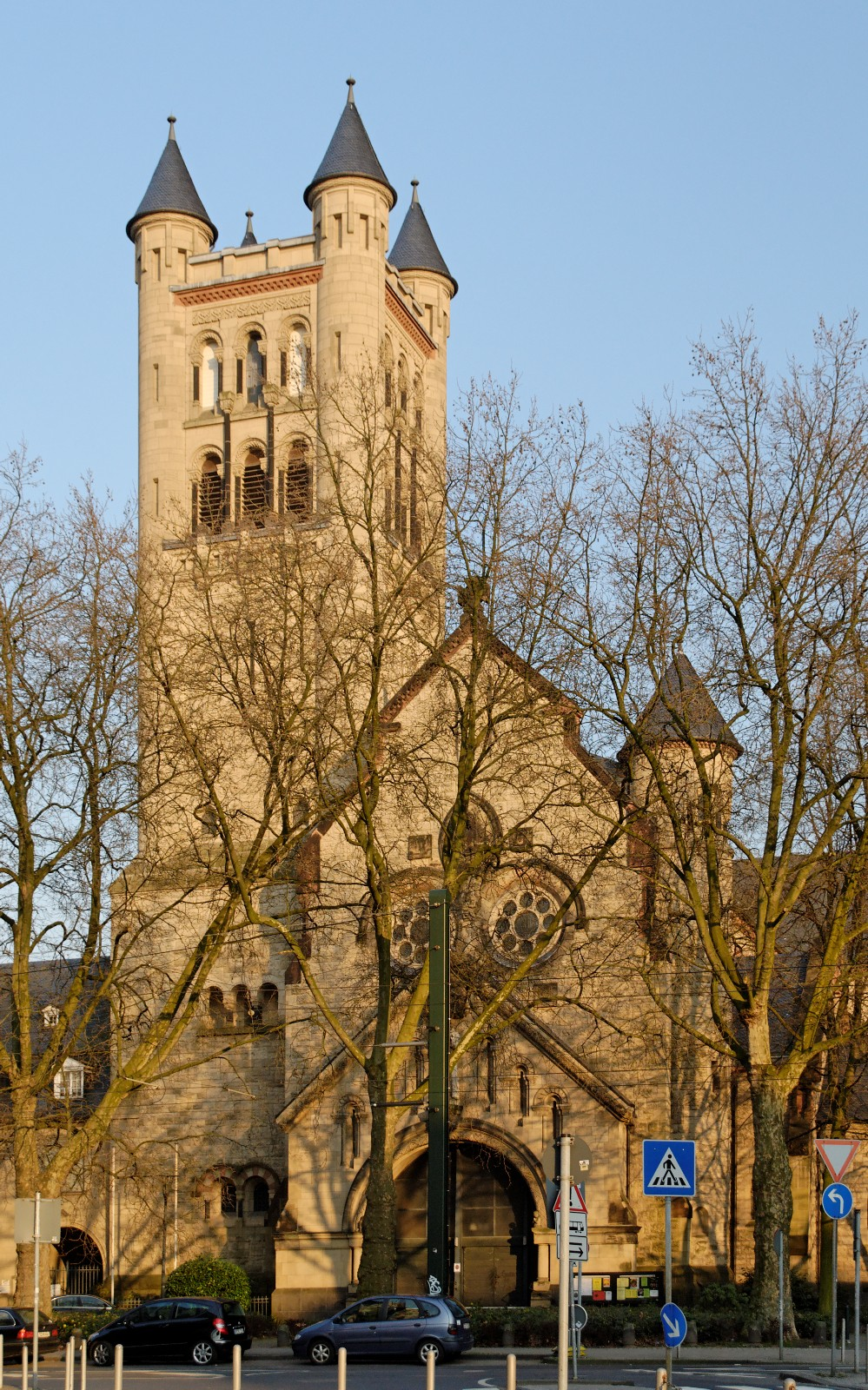
St. Antonius in Düsseldorf-Friedrichstadt

Die katholische Pfarrkirche St. Antonius im Düsseldorfer Stadtteil Friedrichstadt wurde nach Plänen der Architekten Wilhelm und Paul Sültenfuß im neoromanischen Stil in den Jahren 1905 bis 1909 erbaut. Sie gehört zum Seelsorgebereich Unter- und Oberbilk, Friedrichstadt und Eller-West im Stadtdekanat Düsseldorf des Erzbistums Köln.

## Architektur
St. Antonius ist im neoromanischen Stil errichtet. Die Kirche ist, diesem Stil folgend, als dreischiffige Basilika ausgelegt und hat eine Querschnittfassade. Der Turm hatte einen spitzen Turmhelm. Dieser wurde beim Wiederaufbau nach dem Zweiten Weltkrieg allerdings nicht mehr neu errichtet.

## Geschichte
Aufgrund des starken Bevölkerungswachstums in Düsseldorf zur Jahrhundertwende vom 19. zum 20. Jahrhundert hatte die katholische Kirche St. Peter 21.000 Gläubige zu betreuen. Der Bau einer weiteren Kirche war damit unumgänglich.
1904 erging der Auftrag an den Architekten Wilhelm Sültenfuß (der auch St. Maria Rosenkranz in Wersten baute) und seinen Sohn Paul.
Im Jahr 1905 erfolgte der erste Spatenstich, am 21. Oktober 1906 war Grundsteinlegung. Am 13. Juni 1909 war die Einsegnung.
Die Kirche wurde am 10. Oktober 1909 vom Kölner Kardinal Anton Fischer geweiht. Kirchenpatron ist der Heilige Antonius von Padua. 1914 wurde St. Antonius zur selbstständigen Gemeinde.
1942 wurden die vier größten Glocken beschlagnahmt, um als kriegswichtiges Material eingeschmolzen zu werden, das Geläut wurde bereits 1940 aufgezeichnet, um es der Nachwelt zu erhalten. Eine Luftmine und eine Brandbombe zerstörten die Kirche am 12. Juni 1943 erheblich, ein weiterer Bombenangriff am 3. Oktober 1943 führte zur fast vollständigen Zerstörung der Kirche.
Kurz nach Kriegsende wurde ein Seitenschiff wiederhergestellt, 1947 begann der Wiederaufbau der gesamten Kirche. Die vier nicht mehr eingeschmolzenen Glocken kehrten 1949 zurück. Am 22. Dezember 1954 war der Wiederaufbau vollendet. Auf die Wiedererrichtung des Turmhelms verzichtete man allerdings.
Von 1964 bis 1967 wurde der Innenraum nach den Vorstellungen des Zweiten Vatikanischen Konzils durch Walter Nitsch umgestaltet. St. Antonius wurde 1983 unter Denkmalschutz gestellt. 1997 begannen umfangreiche Sanierungs- und Restaurierungsarbeiten, die in zwei Bauabschnitten durchgeführt und 2013 beendet wurden.

## Orgel
Die Orgel wurde 1957 von den Orgelbauern Gebr. Krell (Duderstadt) erbaut und 2002 von dem Orgelbauunternehmen Gebrüder Stockmann restauriert. Dabei wurde ein neuer Spieltisch mit Setzeranlage installiert. Das Kegelladen-Instrument hat 50 Register auf drei Manualen und Pedal. Die Spiel- und Registertrakturen sind elektrisch. Die Disposition lautet wie folgt:
| I Hauptwerk C–g3 |                    |       |
| 1.               | Prinzipal          | 16′   |
| 2.               | Prinzipal          | 8′    |
| 3.               | Querflöte          | 8′    |
| 4.               | Gedeckt            | 8′    |
| 5.               | Octave             | 4′    |
| 6.               | Rohrflöte          | 4′    |
| 7.               | Nachthorn          | 2′    |
| 8.               | Rauschquinte II–IV | 2 ⁄3′ |
| 9.               | Mixtur V           | 1 ⁄3′ |
| 10.              | Zimbel IV          | 2⁄3′  |
| 11.              | Trompete           | 16′   |
| 12.              | Trompete           | 8′    |

| II Positiv C–g3 |               |        |
| 13.             | Rohrflöte     | 8′     |
| 14.             | Prinzipal     | 4′     |
| 15.             | Blockflöte    | 4′     |
| 16.             | Nasat         | 2 ⁄3′  |
| 17.             | Oktave        | 2′     |
| 18.             | Terz          | 1 3⁄5′ |
| 19.             | Superoctave   | 1′     |
| 20.             | Scharf III–IV | 1⁄2′   |
| 21.             | Krummhorn     | 8′     |
| 22.             | Schalmey      | 4′     |
|                 | Tremulant     |        |

| III Schwellwerk C–g3 |                   |       |
| 23.                  | Quintadena        | 16′   |
| 24.                  | Offenflöte        | 8′    |
| 25.                  | Lieblich Gedackt  | 8′    |
| 26.                  | Weidenpfeife      | 8′    |
| 27.                  | Schwebung         | 8′    |
| 28.                  | Harfenprinzipal   | 4′    |
| 29.                  | Nachthorn         | 4′    |
| 30.                  | Octave            | 2′    |
| 31.                  | Sifflöte          | 1 ⁄3′ |
| 32.                  | Sesquialtera II   |       |
| 33.                  | Mixtur IV         | 1′    |
| 34.                  | Kling. Zimbel III | 1⁄4′  |
| 35.                  | Dulzian           | 16′   |
| 36.                  | Trompete          | 8′    |
| 37.                  | Schallmey-Oboe    | 8′    |
| 38.                  | Kopftrompete      | 4′    |
|                      | Tremulant         |       |

| Pedal C–f1 |               |         |
| 39.        | Prinzipalbass | 16′     |
| 40.        | Subbass       | 16′     |
| 40.a.      | Zartbass      | 16′     |
| 41.        | Quintbass     | 10 2⁄3′ |
| 42.        | Octavbass     | 8′      |
| 43.        | Violbass      | 8′      |
| 44.        | Choralbass    | 4′      |
| 45.        | Hintersatz IV | 5 1⁄3′  |
| 46.        | Posaune       | 16′     |
| 47.        | Dulzian       | 16′     |
| 48.        | Trompete      | 8′      |
| 49.        | Trompete      | 4′      |
| 50.        | Sing. Kornett | 2′      |

- Koppeln: I/I (Superoktavkoppel) II/I, III/I (auch als Sub- und Superoktavkoppel), III/II, I/P, II/P, III/P

## Glocken
Im Jahr 1912 goss die Glockengießerei Otto in Hemelingen/Bremen fünf Bronzeglocken, die alle die beiden Weltkriege überstanden haben.
| Glocke | Name        | Durchmesser | Gewicht  | Schlagton |
| ------ | ----------- | ----------- | -------- | --------- |
| I      | Antonius    | 1750 mm     | 3250 kg0 | b°-6      |
| II     | Maria       | 1460 mm     | 1950 kg  | des′-2    |
| III    | Josef       | 1300 mm     | 1400 kg  | es′+1     |
| IV     | Petrus      | 1160 mm     | 1000 kg  | f′-1      |
| V      | Apollinaris | 1100 mm     | 0800 kg  | ges′-3    |

Das Läutemotiv ist Te Deum Laudamus